# Пертика Алта
Пертика Алта (итал. Pertica Alta) је насеље у Италији у округу Бреша, региону Ломбардија.
Према процени из 2011. у насељу је живело 608 становника. Насеље се налази на надморској висини од 899 м.

## Становништво
Према резултатима пописа становништва 2011. у општини је живело 599 становника.
| 1951. | 1961. | 1971. | 1981. | 1991. | 2001. | 2011. |
| ----- | ----- | ----- | ----- | ----- | ----- | ----- |
| 962   | 883   | 777   | 706   | 596   | 608   | 599   |